# 平町 (八王子市)
平町（たいらまち）は、東京都八王子市の地名である。丁番を持たない単独町名であり、住居表示未実施区域。郵便番号は192-0022（八王子郵便局管区）。

## 地理
八王子市の北東部の平地に位置し、北部で昭島市と接する。昭島市との境界には多摩川が流れる。
東で小宮町、南で久保山町、西で丸山町、北西で昭島市田中町、北で昭島市大神町、北東で昭島市宮沢町と隣接する。

### 河川
- 多摩川

## 歴史
- 「旧高旧領取調帳」に記載によると明治初年時点に多摩郡平村が存在する。
- 1878年（明治11年）11月18日 - 郡区町村編制法の神奈川県での施行により南多摩郡が発足。同日、同郡内に存在したもう一つの平村（現在の日野市内）と区別するため、北平村に改称する。
- 1889年（明治22年）4月1日 - 町村制施行により、神奈川県南多摩郡内、北平村を含む7村が合併して小宮村が成立し、旧北平村域は同村の大字北平となる。
- 1893年（明治26年）4月1日 - 南多摩郡が東京府へ編入される。
- 1934年（昭和9年）10月1日 - 小宮村が町制施行し小宮町となる。
- 1938年（昭和12年） - 現・昭島市大神町との間にあった平の渡しが廃止される。
- 1941年（昭和16年）10月1日 - 小宮町が八王子市へ編入される。
- 1943年（昭和18年） - 旧小宮町大字北平の地域が、八王子市平町となる。
- 1977年（昭和52年） - 西寄りの地域を丸山町に分割する。
- 1988年（昭和63年） - 南の丘陵地域を久保山町に分割する。

## 世帯数と人口
2017年（平成29年）12月31日現在の世帯数と人口は以下の通りである。
| 町丁 | 世帯数  | 人口  |
| ---- | ------- | ----- |
| 平町 | 160世帯 | 388人 |

## 小・中学校の学区
市立小・中学校に通う場合、学区は以下の通りとなる。
| 番地 | 小学校                   | 中学校               |
| ---- | ------------------------ | -------------------- |
| 全域 | 八王子市立宇津木台小学校 | 八王子市立石川中学校 |

## 交通

### 道路
- 東京都道162号三ツ木八王子線

## 施設

### 商業
- 小町治療院
- 周越テクニカ

### 寺社
- 大蔵院
- 西玉神社